# Hugo Batalla
Hugo Félix Batalla Parentini (Montevideo, 11 de julio de 1926 - Ib., 3 de octubre de 1998) fue un abogado y político uruguayo. Fue vicepresidente de Uruguay desde 1995 hasta su muerte en 1998 con el presidente Julio María Sanguinetti.

## Familia
Hugo Batalla nació el 11 de julio de 1926 en la casa de sus padres, en la calle Conciliación, en Pueblo Victoria. Era el quinto y último hijo de un matrimonio de italianos, Felice Battaglia Sidari y Herminia Parentini. Al ir a inscribirlo, su padre pronunció el apellido en voz alta, y el oficial del Registro Civil lo anotó "Batalla".
Casado con Hilda Flores, tuvo una hija, Laura, casada con Sergio Gamarra. Dos nietos, Valentina y Joaquín Gamarra Batalla.

## Profesión
Egresado de la Universidad de la República como abogado.

## Actividad política
Perteneció en su juventud al Partido Colorado. Su primer cargo fue como presidente de la Junta Electoral Departamental, y en tal condición, le tocó fiscalizar las elecciones de 1958. También fue líder sindical.
Junto con Zelmar Michelini formó un nuevo sector colorado, la Lista 99, por diferencias con el líder de la Lista 15, Luis Batlle Berres. Fue elegido legislador en varias oportunidades, la primera a partir de 1963; llegó a presidir la Cámara de Diputados en 1969.
Durante el gobierno de Jorge Pacheco Areco, Batalla fue uno más de varios dirigentes colorados que se fueron posicionando a la izquierda del espectro político, en franca actitud de oposición al autoritarismo pachequista. Finalmente, se alejó de dicho partido y participó en la fundación del Frente Amplio en 1971.
Durante la época de la dictadura militar (1973-1985) fue abogado defensor de políticos y otras personas presas por el gobierno de facto, entre los que se destacó Líber Seregni. 
En 1984, la Lista 99 encabezada por Batalla obtiene tres senadores y 11 diputados. La figura de Batalla está en un clímax político, y muchos lo empujan a postularse a la Presidencia. 
En 1989, luego de tensas situaciones, Batalla se separó del Frente Amplio se dividió, conformando el Nuevo Espacio junto con el Partido Demócrata Cristiano y la Unión Cívica. Lo acompaña en la fórmula presidencial José Manuel Quijano. Obtienen dos senadores y nueve diputados en dicha elección.
En 1990 el entonces Presidente, Luis Alberto Lacalle Herrera, le ofrece el Ministerio de Ordenamiento Territorial y Medio Ambiente, cargo que Batalla finalmente no acepta y continua en el Senado
En 1994 se plantean nuevamente ásperas discusiones, hay tres grupos en el seno del Partido por el Gobierno del Pueblo (PGP). Se perfilan tres agrupaciones: una liderada por Yamandú Fau, la cual impulsa una alianza con el Partido Colorado (finalmente Batalla se vuelca por esta opción); otra encabezada por Rafael Michelini, que sigue un camino propio con el nombre Nuevo Espacio y el número de lista 99.000; y un tercer grupo encabezado por Daniel Díaz Maynard, que adhiere al Encuentro Progresista sin fundirse con el Frente Amplio. 
Hugo Batalla es electo vicepresidente en fórmula con Julio María Sanguinetti, cargo en el cual se encontraba a su fallecimiento en 1998.

## Otras actividades
Además de su actividad política y profesional, se desempeñó como dirigente en el fútbol uruguayo. Fue elegido Presidente de la Asociación Uruguaya de Fútbol (1990-1992) y vicepresidente de la Confederación Sudamericana de Fútbol (1990-1993).

## Condecoraciones
- Orden Nacional del Mérito (Francia)
- Orden Nacional de la Legión de Honor (Francia)[5]